# Brando De Sica
Brando De Sica (Roma, 10 de març de 1983) és un actor, director i guionista italià. És membre d'una destacada família artística italiana de De Sica i Verdone, net de Vittorio De Sica.

## Biografia
De Sica va néixer a Roma l'any 1983. Prové d'una família distingida d'estrelles de cinema i cineastes: és fill de Christian De Sica i Silvia Verdone, i net de Vittorio De Sica, Maria Mercader i Mario Verdona.  L'oncle de De Sica Manuel De Sica era compositor, mentre que els seus cosins Carlo i Luca Verdone} eren directors de cinema. Va debutar a la pantalla gran el 1993 en un petit paper a Anni 90: Parte II. El 1996, va interpretar a A spasso nel tempo, seguida d'una seqüela de 1997 A spasso nel tempo - L'avventura continua, després a 3, i Paparazzi de 1998. Després d'aquests esforços d'actuació, es va traslladar a Los Angeles i va estudiar direcció de cinema a la Universitat del Sud de Califòrnia. Allà va dirigir el curt L'uomo che voleva andare su Marte que va convèncer els seus pares perquè li confiessin la direcció d'un llargmetratge.
De tornada a Itàlia, l'any 2008, va dirigir el seu primer llargmetratge, Parlarmi di me, basat en l'obra de teatre homònima del 2006 creada pel seu pare. Va ser assistent de direcció de Pupi Avati a Una sconfinata giovinezza. El curtmetratge de 2015 de De Sica L'errore es va projectar al Festival de Canes. Per L'errore, va ser guardonat amb Nastro d'Argento com a millor director, va obtenir el premi a la millor publicitat al festival Diane Pernet ASVOFF i va ser nominat al premi David di Donatello.
El 2018, va estrenar el seu segon llargmetratge, Amici come prima. El 2019 va treballar com a dissenyador de so a Pinocchio de Matteo Garrone, que també va portar a De Sica a la nominació al Nastro d'Argento al Millor So.
El 2021, va dirigir una campanya per a Michael Kors on les seves estrelles eren Naomie Harris i Bella Hadid.
El 2023, De Sica va estrenar la pel·lícula de terror Mimì - Il principe delle tenebre que es va presentar a la secció Fora de Competició del Festival Internacional de Cinema de Locarno.. La pel·lícula va rebre crítiques positives, va otenir una menció a la millor fotografia a les secció Noves Visions del LVI Festival Internacional de Cinema Fantàstic de Catalunya i va ser nominada als Premis Vespertilio.

## Filmografia

### Actor

#### Cinema
- Anni 90: Parte II, d'Enrico Oldoini (1993)
- A spasso nel tempo, de Carlo Vanzina (1996)
- 3, de Christian De Sica (1996)
- A spasso nel tempo - L'avventura continua, de Carlo Vanzina (1997)
- Paparazzi, de Neri Parenti (1998)

#### Televisió
- Anni '60, de Carlo Vanzina – Sèrie de televisió (1999)
- Compagni di scuola (sèrie de televisió) – Sèrie de televisió (2001)
- Attenti a quei tre, de Rossella Izzo – Minisèrie (2004)

### Director
- Parlami di me (2008)
- Ora o mai – curtmetratge (2013)
- La donna giusta – curtmetratge (2014)
- L'errore – curtmetratge  (2015)
- Non senza di me – curtmetratge (2016)
- Aria – curtmetratge (2018)
- Amici come prima – sense acreditar (2018)
- Sono solo fantasmi – sense acreditar (2019)
- Mimì - Il principe delle tenebre (2023)